# Viennotaleyrodes
Viennotaleyrodes es un género de insectos hemípteros de la familia Aleyrodidae, subfamilia Aleyrodinae. El género fue descrito primero por Cohic en 1968. La especie tipo es Viennotaleyrodes bourgini.

## Especies
Especies de este género.
- Viennotaleyrodes bergerardi (Cohic, 1966)
- Viennotaleyrodes bicolorata Martin, 1999
- Viennotaleyrodes bosciae Bink-Moenen, 1983
- Viennotaleyrodes curvisetosus Martin, 1999
- Viennotaleyrodes dichrostachi Bink-Moenen, 1983
- Viennotaleyrodes fallax Bink-Moenen, 1983
- Viennotaleyrodes incomptus Martin, 1999
- Viennotaleyrodes lacunae Martin, 1999
- Viennotaleyrodes megapapillae (Singh, 1932)
- Viennotaleyrodes nilagiriensis David, Krishnan & Thenmozhi, 1994
- Viennotaleyrodes platysepali (Cohic, 1966)